# Calocarides quinqueseriatus
Calocarides quinqueseriatus är en kräftdjursart som först beskrevs av M. J. Rathbun 1902.  Calocarides quinqueseriatus ingår i släktet Calocarides och familjen Axiidae. Inga underarter finns listade i Catalogue of Life.